# 61 Dywizja Piechoty (Imperium Rosyjskie)
61 Dywizja Piechoty (ros. 61-я пех. дивизия) – rezerwowa dywizja piechoty Imperium Rosyjskiego, okresu działań zbrojnych I wojny światowej.
Powstała z 10 Dywizji Piechoty z Niżnego Nowogrodu (5 Korpus Armijny, 5 Armia)..

## Struktura organizacyjna
Lipiec 1914:
- dowództwo dywizji
- 241 Siedlecki pułk piechoty
- 242 Łukowski pułk piechoty
- 243 Chełmski pułk piechoty
- 244 Krasnostawski pułk piechoty